# Flygande holländaren (film)
För andra betydelser, se Den flygande holländaren.

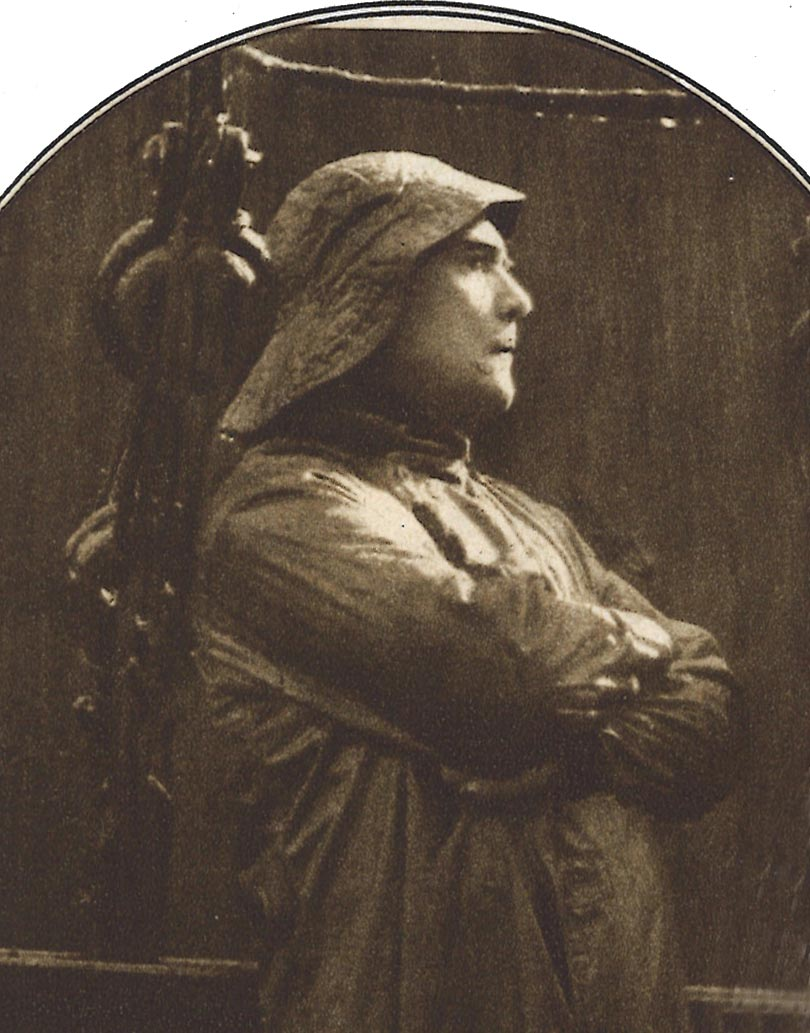
Anders de Wahl i filmens huvudroll.

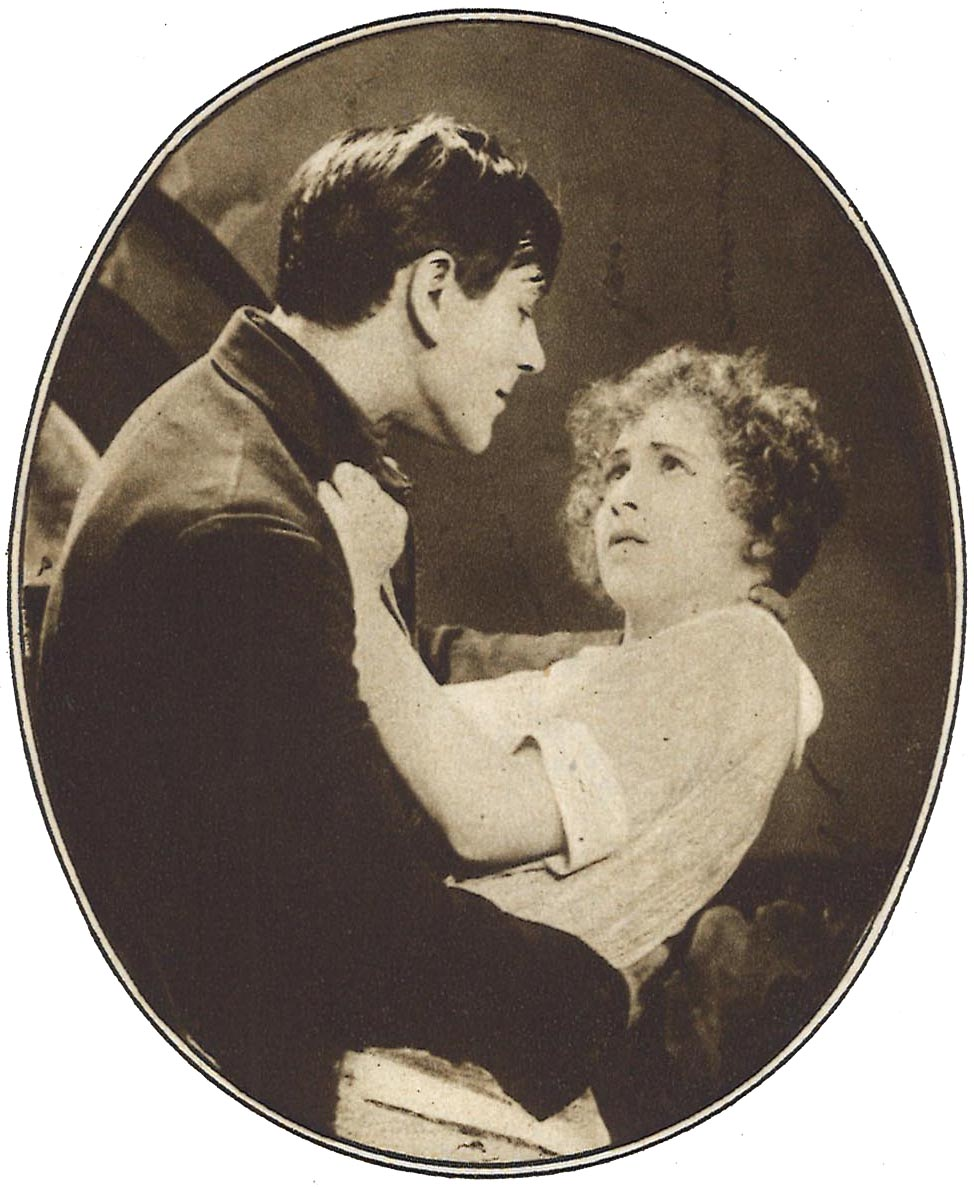
Kusin John (Edvin Adolphson och Karin (Edit Rolf) ur en scen i filmen.

Flygande holländaren är en svensk film från 1925 i regi av Karin Swanström.

## Om filmen
Filmen premiärvisades 12 september 1925 i Stockholm. Den spelades in vid före detta Bonnierateljén på  Kungsholmen i Stockholm av Ragnar Westfelt. Manuskriptet till filmen skrev Hjalmar Bergman i Florens under april 1925 och det finns publicerat i "Filmnoveller" som utgavs 1958.

## Rollista
- Anders de Wahl – Pelle Frisk, Flygande holländaren
- Werner Fuetterer – Sven
- Torsten Hillberg – Georg, andrestyrman på s/s Hispania
- Margareta Wendel – Beatrice, Georgs syster
- Sture Baude – professor Svensen, hennes fästman
- Edit Rolf – Karin, Tines dotter
- Edvin Adolphson – kusin John
- Karin Swanström – Mor Tine, värdinna för sjömanskrogen Skeppet
- Emmy Albiin – mormor
- Arvid Enström – Johns kamrat
- Nils Arehn – markis
- Pierre Fredriksson – kroggäst
- Olof Krook – kroggäst